# Katie Boulter
Katie Boulter (Leicester, 1 augustus 1996) is een tennisspeelster uit het Verenigd Koninkrijk. Zij speelt rechtshandig en heeft een tweehandige backhand. Boulter is actief in het internationale tennis sinds 2011.

## Loopbaan
Boulter begon op vierjarige leeftijd met tennis, terwijl haar moeder werkte als tenniscoach.
Bij de junioren speelde zij in 2014 samen met Ivana Jorović in de finale van het meisjesdubbelspeltoernooi van het Australian Open.
In 2017 kreeg zij zowel op het vrouwenenkel- als op het vrouwendubbelspeltoernooi (samen met Katie Swan) van Wimbledon een wildcard, en speelde zij haar eerste grandslampartijen.
Op Wimbledon 2022 bereikte Boulter de derde ronde, door onder meer de Tsjechische Karolína Plíšková te verslaan.
In 2023 won Boulter haar eerste WTA-titel, op het WTA-toernooi van Nottingham – in de finale versloeg zij landgenote Jodie Burrage. Op het US Open 2023 bereikte zij de derde ronde – daarmee haakte zij nipt aan bij de mondiale top 50 van het enkelspel.
In 2024 won Boulter het WTA 500-toernooi van San Diego – hiermee steeg zij naar de top 30. In juni prolongeerde zij haar titel op het toernooi van Nottingham – in de finale versloeg zij de Tsjechische Karolína Plíšková.

### Tennis in teamverband
In de periode 2018–2024 maakte Boulter deel uit van het Britse Fed Cup-team – zij vergaarde daar een winst/verlies-balans van 14–5.

## Posities op deWTA-ranglijst
Positie per einde seizoen:
| jaar | rang enkelspel | rang dubbelspel |
| ---- | -------------- | --------------- |
| 2013 | 775            | 997             |
| 2014 | 411            | 479             |
| 2015 | 889            | 1111            |
| 2016 | 368            | –               |
| 2017 | 199            | 718             |
| 2018 | 100            | 469             |
| 2019 | 352            | –               |
| 2020 | 365            | –               |
| 2021 | 148            | –               |
| 2022 | 124            | –               |
| 2023 | 58             | –               |

## Palmares
| Legenda                 |
| ----------------------- |
| Grandslamtoernooi       |
| Olympische Spelen       |
| Year-End Championships  |
| Premier Mandatory       |
| Premier Five / WTA 1000 |
| Premier / WTA 500       |
| International / WTA 250 |
| Challenger / WTA 125    |

### WTA-finaleplaatsen enkelspel
| nr.              | finale     | toernooi       | ondergrond | tegenstandster    | score         |         |
| ---------------- | ---------- | -------------- | ---------- | ----------------- | ------------- | ------- |
| gewonnen finales |            |                |            |                   |               |         |
| 1.               | 2023-06-18 | WTA Nottingham | gras       | Jodie Burrage     | 6-3, 6-3      | details |
| 2.               | 2024-03-03 | WTA San Diego  | hardcourt  | Marta Kostjoek    | 5-7, 6-2, 6-2 | details |
| 3.               | 2024-06-16 | WTA Nottingham | gras       | Karolína Plíšková | 4-6, 6-3, 6-2 | details |
| 4.               | 2025-05-18 | WTA Parijs     | gravel     | Chloé Paquet      | 3-6, 6-2, 6-3 | details |
| verloren finales |            |                |            |                   |               |         |
| 1.               | 2024-11-03 | WTA Hongkong   | hardcourt  | Diana Sjnajder    | 1-6, 2-6      | details |

## Resultaten grandslamtoernooien
| Legenda | Legenda                          |
| ------- | -------------------------------- |
| g.t.    | geen toernooi gehouden           |
| l.c.    | lagere categorie                 |
| –       | niet deelgenomen                 |
| G       | uitgeschakeld in de groepsfase   |
| 1R      | uitgeschakeld in de eerste ronde |
| 2R      | uitgeschakeld in de tweede ronde |
| 3R      | uitgeschakeld in de derde ronde  |
| 4R      | uitgeschakeld in de vierde ronde |
| KF      | uitgeschakeld in de kwartfinale  |
| HF      | uitgeschakeld in de halve finale |
| F       | de finale verloren               |
| W       | het toernooi gewonnen            |
| w-v     | winst/verlies-balans             |

### Enkelspel
| toernooi        | 2017 | 2018 | 2019 | 2020 | 2021 | 2022 | 2023 | 2024 |
| --------------- | ---- | ---- | ---- | ---- | ---- | ---- | ---- | ---- |
| Australian Open | –    | –    | 2R   | 1R   | 1R   | –    | –    | 2R   |
| Roland Garros   | –    | –    | –    | –    | –    | –    | –    | 1R   |
| Wimbledon       | 1R   | 2R   | –    | g.t. | 2R   | 3R   | 3R   | 2R   |
| US Open         | –    | –    | –    | –    | 1R   | –    | 3R   | 2R   |

### Vrouwendubbelspel
| toernooi        | 2017 | 2018 |    | 2023 | 2024 |
| --------------- | ---- | ---- | -- | ---- | ---- |
| Australian Open | –    | –    | –  | 1R   |      |
| Roland Garros   | –    | –    | –  | 1R   |      |
| Wimbledon       | 1R   | 1R   | –  | –    |      |
| US Open         | –    | –    | 1R | 2R   |      |

### Gemengd dubbelspel
| toernooi        | 2018 |    | 2023 |
| --------------- | ---- | -- | ---- |
| Australian Open | –    | –  |      |
| Roland Garros   | –    | –  |      |
| Wimbledon       | 1R   | 2R |      |
| US Open         | –    | –  |      |